# Black and Tan Fantasy
Black and Tan Fantasy è un brano musicale jazz scritto da Duke Ellington e Bubber Miley e inciso nel 1927 da Duke Ellington and his Washingtonians.
La canzone è stata incisa diverse volte nel 1927 per le etichette Brunswick, RCA Victor e Okeh. Altre registrazioni sono state fatte nel 1930, nel 1932 e nel 1938.

## Riconoscimenti
Nel 1981 la canzone è stata inserita nei premiati con il Grammy Hall of Fame Award.

## In altri media
La composizione è inclusa nel cortometraggio del 1929 Black and Tan, scritto e diretto da Dudley Murphy.